# Caleb Daniels
Caleb Daniels (Nueva Orleans, Luisiana, 17 de mayo de 1999) es un baloncestista estadounidense que pertenece a la plantilla de los Sioux Falls Skyforce de la G League. Con 1,93 metros de estatura, juega en la posición de escolta.

## Trayectoria deportiva

### Universidad
Jugó tres temporadas con los Green Wave de la Universidad Tulane, en las que promedió 11,7 puntos, 3,8 rebotes y 2,4 asistencias por partido. Después de la segunda temporada se presentó al draft de la NBA de 2019 y entrenó para los Boston Celtics, pero finalmente optó por transferirse a Villanova de la Universidad Villanova, citando un partido contra Collin Gillespie como el factor determinante para su decisión. La temporada 2019-20 la pasó en blanco debido a la norma de transferencias de la NCAA que imperaba en ese momento.
Jugó tres temporadas más con los Wildcats, en las que promedió 11,5 puntos, 3,6 rebotes y 1,6 asistencias por partido.

#### Estadísticas
| Año     | Equipo    | PJ       | PT       | MPP      | %TC      | %3P      | %TL      | RPP      | APP      | ROB      | TPP      | PPP      |
| ------- | --------- | -------- | -------- | -------- | -------- | -------- | -------- | -------- | -------- | -------- | -------- | -------- |
| 2017–18 | Tulane    | 30       | 0        | 18.3     | .429     | .396     | .800     | 2.2      | 1.5      | .2       | .3       | 6.4      |
| 2018–19 | Tulane    | 30       | 30       | 33.9     | .445     | .346     | .687     | 5.3      | 3.3      | .8       | .3       | 16.9     |
| 2019–20 | Villanova | Redshirt | Redshirt | Redshirt | Redshirt | Redshirt | Redshirt | Redshirt | Redshirt | Redshirt | Redshirt | Redshirt |
| 2020–21 | Villanova | 25       | 24       | 25.8     | .414     | .386     | .792     | 2.2      | 1.2      | .4       | .0       | 9.6      |
| 2021–22 | Villanova | 35       | 3        | 27.6     | .424     | .373     | .853     | 3.8      | 1.0      | .7       | .2       | 10.3     |
| 2022–23 | Villanova | 34       | 34       | 33.5     | .394     | .332     | .858     | 4.5      | 2.5      | 1.0      | .1       | 14.2     |
| Total   | Total     | 154      | 91       | 28.0     | .420     | .358     | .780     | 3.7      | 1.9      | .6       | .2       | 11.6     |

### Profesional
Tras no ser elegido en el Draft de la NBA de 2023, disputó con los Miami Heat las Ligas de Verano de la NBA, y el 11 de agosto firmó un contrato con la franquicia. Sin embargo, fue despedido el 27 de septiembre de 2023. El 30 de octubre se unió a su filial en la G League, los Sioux Falls Skyforce. En su primera temporada en el equipo promedió 12,9 puntos y 5,4 rebotes por partido.
Tras disputar nuevamente la Liga de Verano de la NBA de 2024, firmó con los Heat el 26 de septiembre, pero fue despedido el 10 de octubre. El 28 de octubre se reincorporó a los Skyforce.